# Атанас Апостолов
Атанас Апостолов Георгиев е български революционер, деец на Вътрешната македоно-одринска революционна организация.

## Биография
Атанас Апостолов е роден в 1874 година в костурското село Смърдеш, тогава в Османската империя, днес в Гърция. В 1900 година влиза във ВМОРО и работи като легален деец. Участва в сражението на 28 март 1903 година, когато четата на Борис Сарафов е обсадена в Смърдеш, както и в сражението през май, вследствие на нападението на селото от османска войска. След това сражение селото е изгорено, като изгаря и къщата на Апостолов. Участва в Илинденско-Преображенското въстание като четник на Васил Чекаларов. При потушаването на въстанието дядо му Венчо Богоев изгаря в къщата им в Смърдеш, а жена му Елена е ранена. След въстанието, бяга в Свободна България.
На 11 март 1943 година, като жител на Варна, подава молба за българска народна пенсия, която е одобрена и пенсията е отпусната от Министерския съвет на Царство България.